# 李梅 (1965年)
李梅（1957年—），内蒙古鄂尔多斯市人，中共党员，内蒙古科技大学材料与冶金学院教授，长期从事稀土及相关材料研究。

## 社会兼职
中国化学会理事、中国稀土学会理事、《稀土》杂志编委，内蒙古自治区科协副主席。

## 荣誉
- 中国国家杰出青年科学基金获得者
- 中国教育部长江学者特聘教授
- 享受国务院政府特殊津贴
- 中国国家百千万人才工程国家级人选[2]